# Cymbalophora rivularis
Cymbalophora rivularis är en fjärilsart som beskrevs av Ménétriés 1832. Cymbalophora rivularis ingår i släktet Cymbalophora och familjen björnspinnare. Inga underarter finns listade i Catalogue of Life.